# The Cowboy's Chicken Dinner
The Cowboy's Chicken Dinner è un cortometraggio muto del 1914. Il nome del regista non viene riportato. Prodotto dalla Reliance e distribuito dalla Mutual, il film era interpretato da Fred Kelsey, Arthur Mackley, da sua moglie Julia Mackley, da John Eberts e A.E. Freeman.

## Trama
Juniper Jones, un cuoco che lavora negli accampamenti di cowboy, è rimasto senza lavoro. Viene assunto da un ranch e tutto sembra andar liscio fino a quando il suo capo non gli chiede per il giorno seguente un pollo a colazione. Juniper si precipita in città perché al campo non ci sono polli, ma non ne trova nemmeno uno neanche in città. Sulla banchina della stazione ferroviaria vede una gabbia con dentro un uccellino. Si tratta di un Leghorn bianco addestrato del valore di diecimila dollari che appartiene a mademoiselle Gabo, una celebre attrice di vaudeville. Ma per Juniper quello è solo un pollo e, per tenersi il lavoro, lo prende lasciando due dollari ritenendolo un prezzo equo. Al ranch, il capo si gode tanto la sua colazione che concede al cuoco una vacanza. In città, Juniper incontra l'addestratore della gallina livornese che sta cercando il ladro. Alla vista della sua pistola, Jones non rimane a spiegare, ma se la batte in tutta fretta guadagnando il confine messicano.

## Produzione
Il film fu prodotto dalla Reliance Film Company.

## Distribuzione
Distribuito dalla Mutual, il film - un cortometraggio in una bobina - uscì nelle sale cinematografiche statunitensi il 10 giugno 1914.